# Rishiri-Rebun-Sarobetsu nationalpark
Rishiri-Rebun-Sarobetsu nationalpark är en nationalpark i norra delen av Hokkaido prefektur i Japan. Den består av områden på öarna Rishiri och Rebun utanför Hokkaidos kust samt Sarobetsuslätten (Sarobetsu-gen'ya), en sumpig översvämningsslätt på huvudön Hokkaido. Berget Rishirizan(1 721 m ö.h.), en vulkankägla på ön Rishiri, är parkens ikoniska symbol. 
Det är den nordligaste nationalparken i Japan med en variation av berg, blomsterfält, havsklippor, våtmarker och kustnära sanddyner. På ön Rebun finns fält av alpin flora och buskar i låglandet. Stränderna på fastlandet består av bältliknande sanddyner prickade med sjöar och reservoarer bland sanddynskogar. På Sarobetsuslätten finns en av Japans största höghedar över torvmarkerna, vilket gör den till en viktig rastplats för migrationsfåglar som vildgäss och ankor.

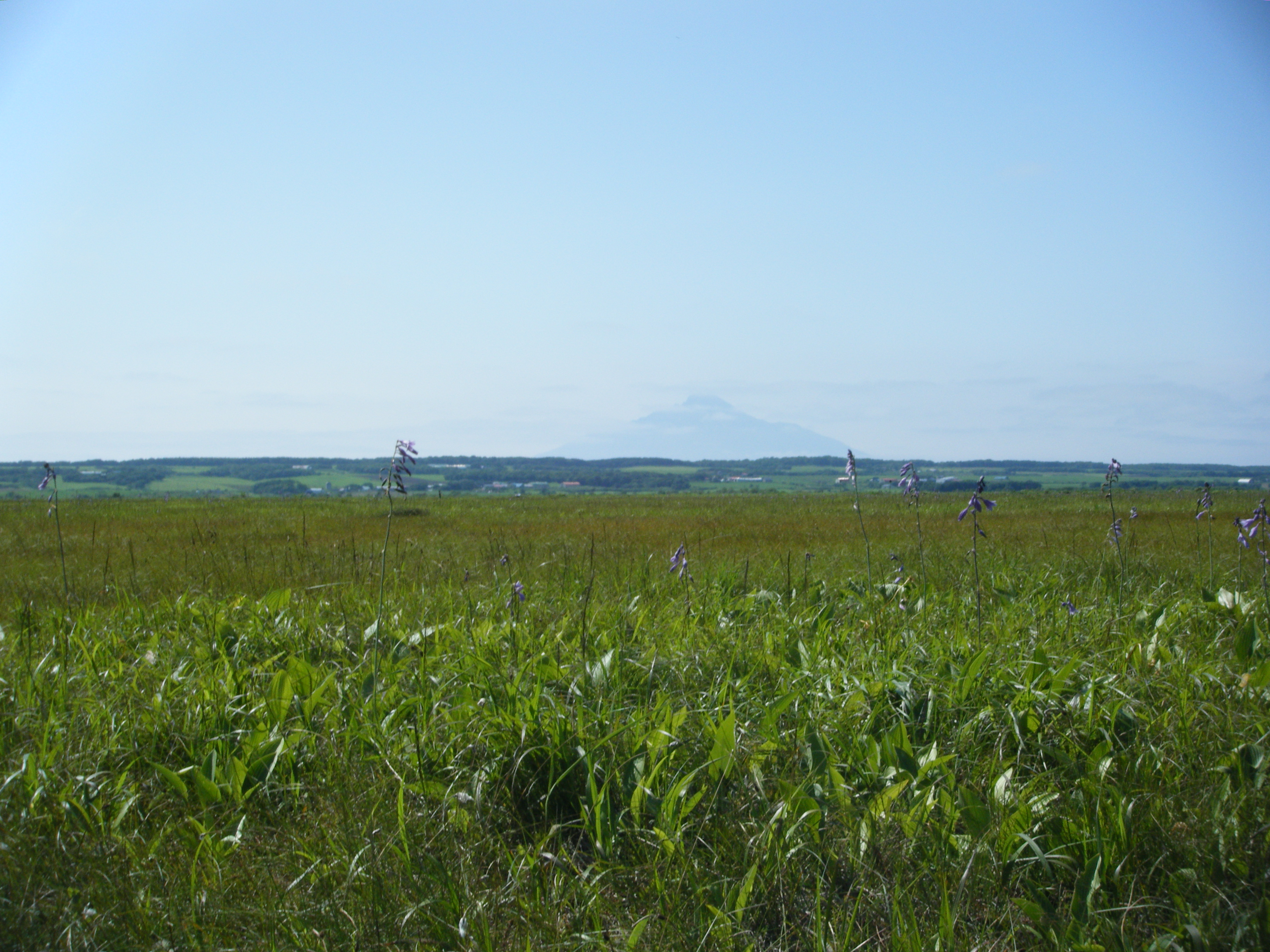
Sarobetsuslätten
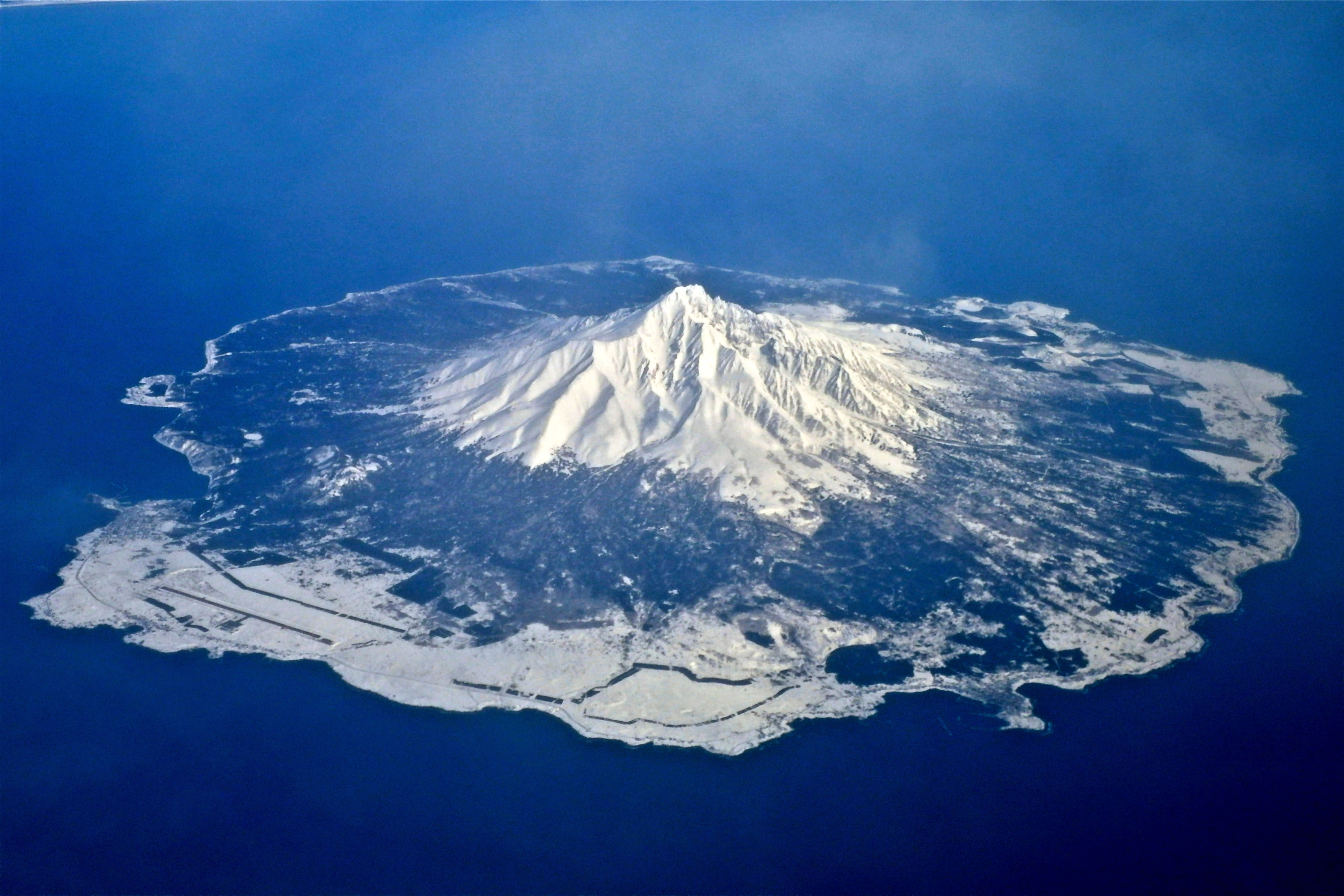
Ön Rishiri med vulkanen Rishirizan
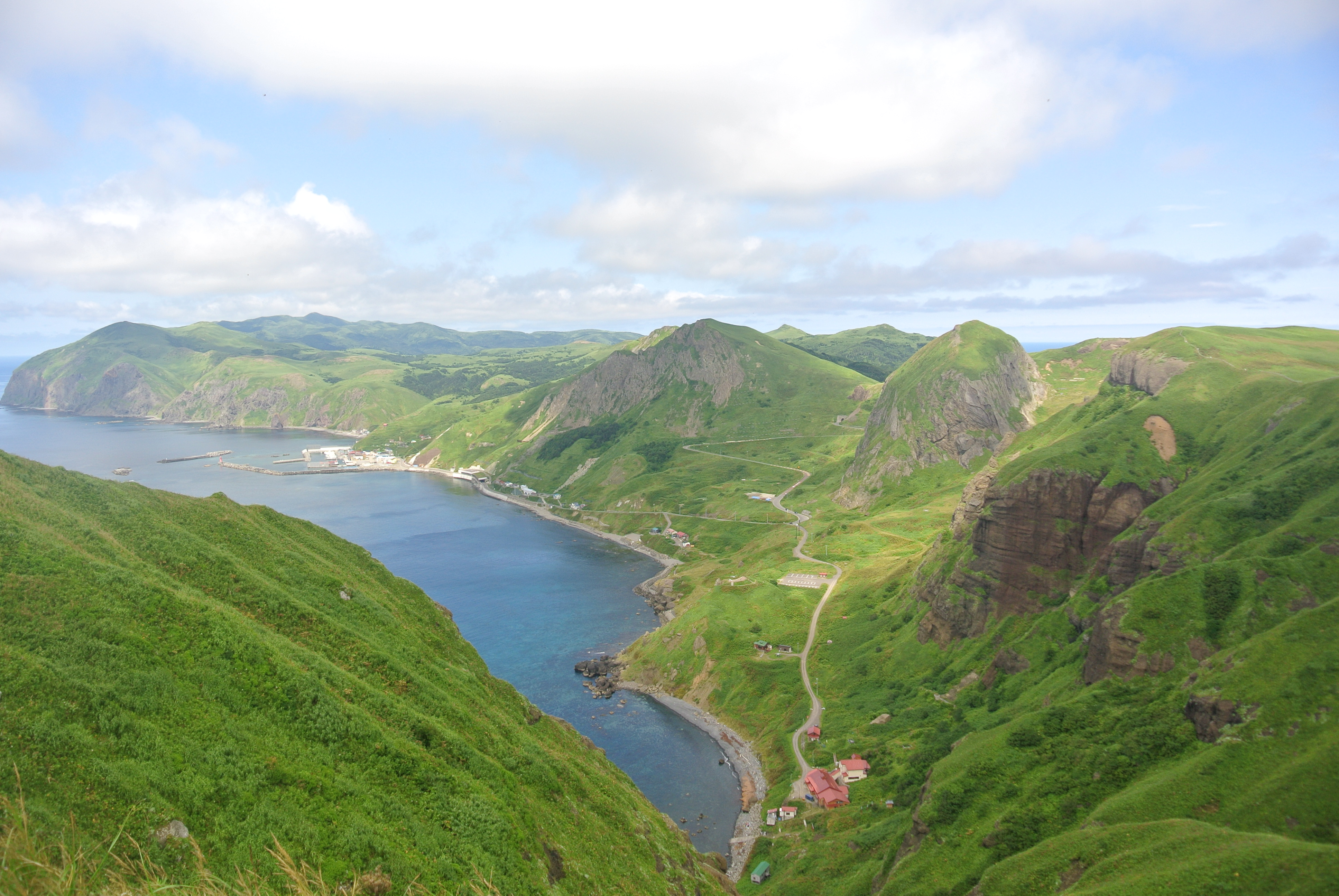
Landskap på ön Rebun